# Каре (Горњи Пиринеји)
Каре (фр. Caharet) насеље је и општина у јужној Француској у региону Миди Пирене, у департману Горњи Пиринеји која припада префектури Тарб.
По подацима из 2011. године у општини је живело 26 становника, а густина насељености је износила 21,14 становника/km². Општина се простире на површини од 1,23 km². Налази се на средњој надморској висини од 600 метара (максималној 569 m, а минималној 408 m).

## Демографија
| 1962. | 1968. | 1975. | 1982. | 1990. | 1999. | 2011. |
| ----- | ----- | ----- | ----- | ----- | ----- | ----- |
| 27    | 31    | 31    | 29    | 25    | 26    | 26    |

График промене броја становника у току последњих година